# فردی کوئین
فردی کوئن (انگلیسی: Freddy Quinn؛ زادهٔ ۲۷ سپتامبر ۱۹۳۱) یک موسیقی‌دان اهل اتریش است.
او نماینده آلمان در یوروویژن ۱۹۵۶ بود.